# Chu Ngọc Sáng
Chu Ngọc Sáng là một tướng lĩnh Quân chủng Hải quân Việt Nam, hàm Chuẩn đô đốc. Ông hiện là chính uỷ Học viện Hải quân.